# Martin Beneš (florbalista)
Martin Beneš (* 18. října 1986 Karlovy Vary) je český florbalový brankář a bývalý reprezentant. V nejvyšších florbalových soutěžích Česka hraje od roku 2007.

## Klubová kariéra

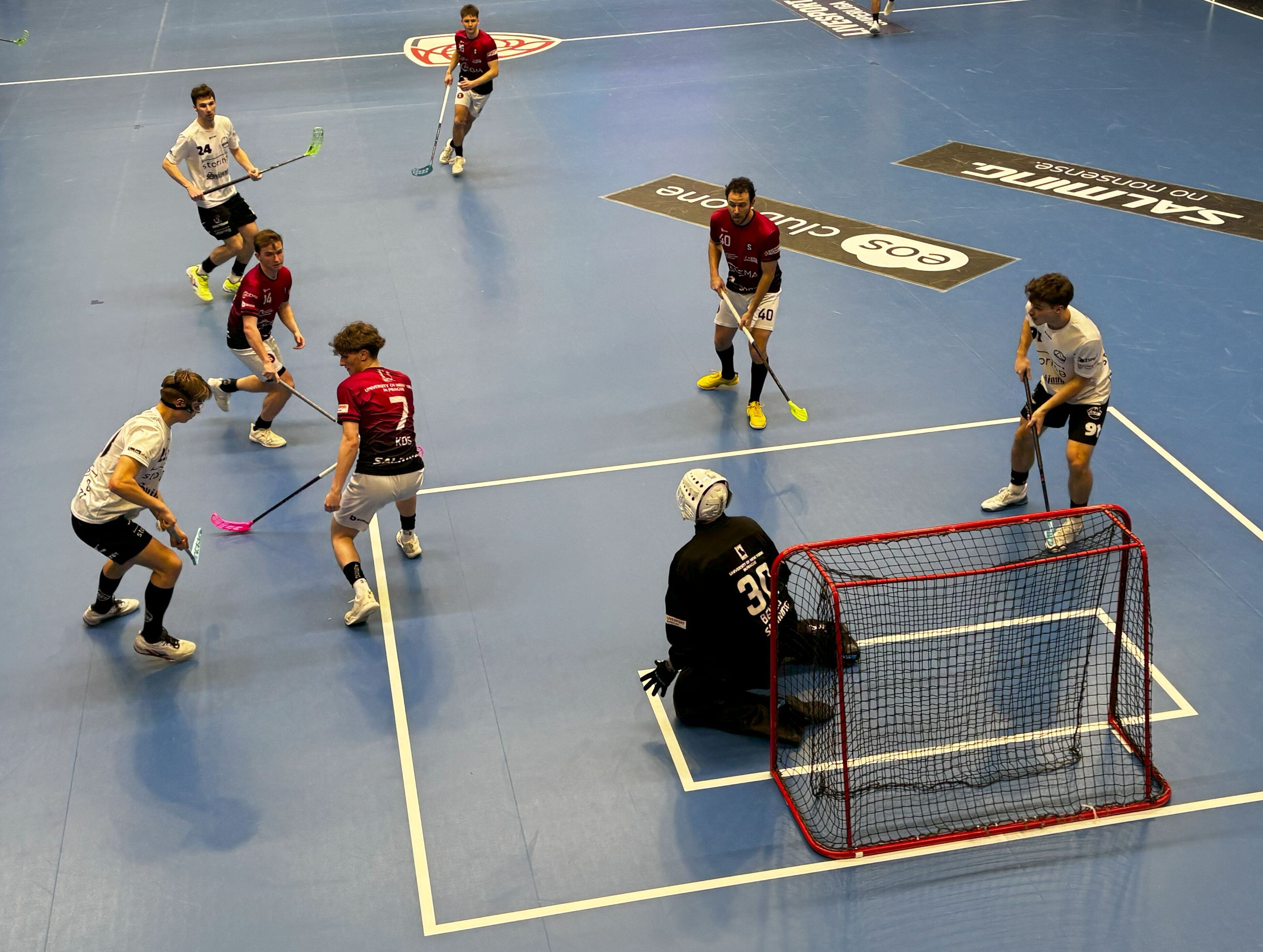
Beneš chytající za AC Sparta Praha v sezóně 2024/2025

V dětském věku v rodných Karlových Varech Beneš začínal jako hokejový brankář. Hokeje zanechal kvůli studiu na gymnáziu. Po té hrál tenis a rekreačně florbal, než se v tomto sportu vrátil k chytání v místním klubu FB Hurrican Karlovy Vary. V sezóně 2007/2008 začal hrát za pražský prvoligový tým TJ Sokol Královské Vinohrady. V polovině dalšího ročníku přestoupil do extraligového oddílu SSK Future, se kterým získal bronz, i když do rozhodujících zápasů ještě nezasáhl. V sezóně 2010/2011 se jeho novým působištěm stal tým FBC Kladno, nováček nejvyšší soutěže. Tým se ale v soutěži neudržel a Beneš se vrátil do Future.
Ve Future se ale po další sezóně 2011/2012 nedohodl na pokračování a přestoupil k městskému rivalu AC Sparta Praha Florbal. Za Spartu k roku 2025 odchytal 13 sezón, během kterých se pětkrát probojovali do superligového semifinále a v sezóně 2018/2019 získali bronz.

## Reprezentační kariéra
Beneš v reprezentaci debutoval až v roce 2020 ve 33 letech jako nejstarší český hráč v historii během kvalifikace na Mistrovství světa 2020. Tam jako druhý brankář za Lukášem Bauerem odchytal dva zápasy. Na samotném šampionátu odloženém na rok 2021 nastoupil ve 35 letech do jednoho utkání ve skupině proti Německu, ve kterém vychytal nulu. Na turnaji s týmem získal bronz, sám ale do rozhodujících zápasů nezasáhl.
Dalšího Mistrovství v roce 2022 se opět zúčastnil jako náhradní brankář vedle Bauera. Znovu nastoupil ve skupině proti Německu. Do play-off zasáhl jen proti trestnému střílení v semifinále za již rozhodnutého stavu. Český tým na turnaji získal po 18 letech druhé stříbro. Beneš se na mistrovství ve 36 letech stal druhým nejstarším českým reprezentantem, po dalším brankáři Tomáši Kafkovi.

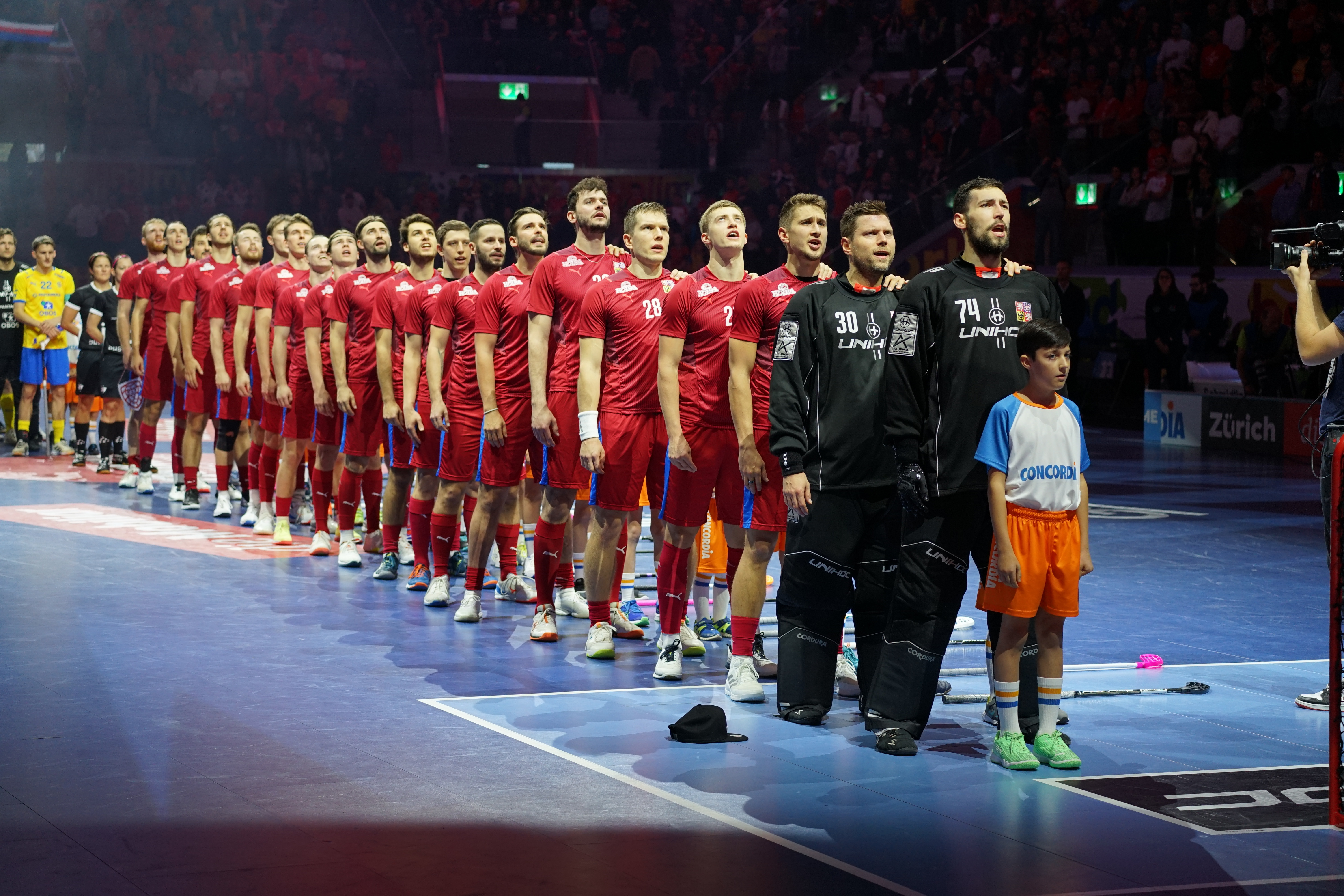
Beneš (druhý zprava) na Mistrovství světa 2022

Svoji reprezentační hráčskou kariéru Beneš oficiálně ukončil odchytáním poloviny přípravného zápasu proti Švýcarsku na začátku roku 2023. Hned po té převzal funkci vedoucího národního týmu.
| Umístění         | Soutěž                             |
| ---------------- | ---------------------------------- |
| Bronzová medaile | Mistrovství světa ve florbale 2020 |
| Bronzová medaile | Florbal na Světových hrách 2022    |
| Stříbrná medaile | Mistrovství světa ve florbale 2022 |